# إيران كونترا
قضية إيران كونترا (بالإنجليزية: Iran–Contra affair) أو فضيحة إيران كونترا (بالإنجليزية: Iran-Contra scandal) التي عقدت بموجبها الحكومة الأمريكية تحت إدارة الرئيس الأمريكي ريغان اتفاقاً مع إيران لتزويدها بالأسلحة بسبب حاجة إيران لأنواع متطورة منها أثناء حربها مع العراق وذلك لقاء إطلاق سراح بعض الأمريكان الذين كانوا محتجزين في لبنان، حيث كان الاتفاق يقضي ببيع إيران ما يقارب 3,000 صاروخ «تاو» مضادة للدروع وصواريخ هوك أرض جو مضادة للطائرات مقابل إخلاء سبيل خمسة من الأمريكان المحتجزين في لبنان.
وقد عقد جورج بوش الأب عندما كان نائباً للرئيس رونالد ريغان في ذلك الوقت، هذا الاتفاق عند اجتماعه برئيس الوزراء الإيراني أبو الحسن بني صدر في باريس، اللقاء الذي حضره أيضاً المندوب عن المخابرات الإسرائيلي الخارجية «الموساد» «آري بن ميناش»، الذي كان له دور رئيسي في نقل تلك الأسلحة من إسرائيل إلى إيران. وفي آب/أغسطس من عام 1985، تم إرسال 96 صاروخاً من نوع «تاو» من إسرائيل إلى إيران على متن طائرة DC-8 انطلقت من إسرائيل، إضافة لدفع مبلغ مقداره 1,217,410 دولار أمريكي إلى الإيرانيين لحساب في مصرف سويسرا يعود إلى تاجر سلاح إيراني يدعى «قرباني فر». وفي تشرين الثاني/نوفمبر من عام 1985، تم إرسال 18 صاروخاً شُحِنَت من البرتغال وإسرائيل، تبعها 62 صاروخاً آخر أرسلت من إسرائيل.
إيران-كونترا تعرف أيضا بفضيحة إيران جيت، أثناء حرب العراقية الإيرانية في ثمانينيات القرن العشرين، كانت أمريكا تمثّل الشيطان الأكبر بالنسبة للإيرانيين الذين تبعوا الخميني في ثورته ضد نظام الشاه. وقد كانت أغلب دول العالم تقف في صف العراق ضد إيران وبعضها بشكل شبه مباشر مثل الكويت والسعودية وأمريكا، في خلال تلك الفترة ظهرت بوادر فضيحة بيع أسلحة أمريكية لإيران «العدوّة» قد تكون السبب الرئيسي في سقوط الرئيس الأمريكي في ذلك الوقت رونالد ريغان.ففي عام 1985، خلال ولاية رونالد ريغان الرئاسية الثانية، كانت الولايات المتحدة تواجه تحديات دبلوماسية وعسكرية كبيرة في الشرق الأوسط وأميركا الوسطى. وكان ريغان ومدير الـ«سي آي إيه» وقتها ويليام جي. كيسي معروفين بخطاباتهما وسياساتهما القوية المناوئة للاتحاد السوفييتي. وكان «جيتس»، الذي كان نائب «كيسي»، يشاطرهما هذا التوجه الأيديولوجي.
وقتئذ كانت «إيران-كونترا» في مرحلة الإعداد، حيث كانت عبارة عن مخطط سري تعتزم إدارة ريغان بمقتضاه بيع أسلحة لدولة عدوة هي إيران، واستعمال أموال الصفقة لتمويل حركات «الكونترا» المناوئة للنظام الشيوعي في نيكاراغوا. ومن أجل تبرير هذه الأعمال، رأى مسؤولو الإدارة الأميركية حينئذ أنهم في حاجة ماسة إلى دعم وتأييد من رجال الاستخبارات. بطبيعة الحال لم يكن الموظفون في مكتبي يعرفون شيئاً بخصوص مخططاتهم، غير أن السياق الذي طُلب فيه منا عام 1985 بالمساهمة في تقرير الاستخبارات القومي حول موضوع إيران كان معروفاً لدى الجميع.

## خلفية
كانت الولايات المتحدة أكبر بائع أسلحة لإيران في عهد الشاه محمد رضا بهلوي، والغالبية العظمى من الأسلحة التي ورثتها جمهورية إيران الإسلامية في يناير 1979 أمريكية الصنع.:213 للحفاظ على هذه الترسانة، طلبت إيران إمدادات ثابتة من قطع بديلة لتحل محل تلك المكسورة والمهترئة. بعد أن اقتحم إيرانيون السفارة الأمريكية في طهران في نوفمبر 1979 واحتجزوا 52 أمريكيًا كرهائن، فرض الرئيس الأمريكي جيمي كارتر حظرًا على تصدير الأسلحة إلى إيران. بعد الحرب العراقية الإيرانية في سبتمبر 1980، كانت إيران في حاجة إلى أسلحة جديدة وقطع بديلة لأسلحتها في تلك الفترة. بعد تولي رونالد ريغان منصب الرئاسة في 20 يناير 1981، تعهّد بمواصلة سياسة كارتر بحظر مبيعات الأسلحة لإيران على أساس أن إيران تدعم التطرف والإرهاب.
أجرت مجموعة من كبار المسؤولين في إدارة ريغان في المجموعة المشتركة بين الإدارات دراسة سرية في 21 يوليو 1981، وخلصت إلى أن حظر الأسلحة غير فعال لأن إيران يمكنها دائمًا شراء الأسلحة والقطع البديلة لأسلحتها الأمريكية من مكان آخر، وفي نفس الوقت فتح حظر الأسلحة الباب أمام إيران للخضوع للنفوذ السوفييتي إذ يمكن للكرملين بيع الأسلحة لإيران إذا لم تقم الولايات المتحدة بذلك. واستُنتِج أنّه يجب على الولايات المتحدة البدء في بيع الأسلحة لإيران بأقرب وقت يمكن ذلك سياسيًا لمنع إيران من الوقوع في مجال النفوذ السوفييتي. وفي الوقت نفسه، أدى الهدف المعلن بشكل صريح لآية الله الخميني بنشر ثورته الإسلامية في الإسهام باضعاف انتشار الفكر الشيوعي بين كثير من المسلمين الذي كان يراه الكثيرون بنوع من التقارب بين حكومة إيران بعد الثورة وبين فكرة المعسكر الغربي، اذ كانت الشيوعية عدوا مشتركا للإثنين. أو الابعد من ذلك_ كما يراه بعض المحللون _ أحد اهداف اسقاط حكومة الشاه ودعم ثورة إيران الإسلامية حتى قبل 1979 (و حتى التخطيط لانجاحه) من قبل الغرب هو ابعاد الشرق الأوسط والعالم الإسلامي من المعسكر الاشتراكي الشيوعي بقيادة الاتحاد السوفييتي، لكن بطريقة اسلامية والتمهيد لصعود الإسلام السياسي في المنطقة. (لاننسى ان اية الله الخميني كان في باريس ووصل إلى إيران على متن طائرة فرنسية، بشكل علني.)
في ربيع عام 1983، أطلقت الولايات المتحدة عملية ستانش، محاولة دبلوماسية واسعة النطاق لإقناع الدول الأخرى في جميع أنحاء العالم بعدم بيع الأسلحة أو قطع الأسلحة لإيران. وكسبب جزئي لكون قضية إيران - كونترا مهينة للغاية للولايات المتحدة عندما أُثيرت الفضيحة لأول مرة في نوفمبر 1986 كانت الولايات المتحدة تبيع أسلحة لإيران في الوقت الذي كان فيه الدبلوماسيون الأمريكيين، كجزء من عملية ستانش، من ربيع عام 1983 فصاعدًا، يحاضرون الدول الأخرى حول مدى الخطأ الأخلاقي في بيع الأسلحة إلى جمهورية إيران الإسلامية ويمارسون ضغوطًا قوية لوقف مبيعات الأسلحة هذه إلى إيران.

في نفس الوقت الذي كانت فيه الحكومة الأمريكية تدرس خياراتهم بشأن بيع الأسلحة لإيران، كان مقاتلو الكونترا المتمركزون في هندوراس يشنون حرب عصابات للإطاحة بالحكومة الثورية للجبهة الساندينية للتحرير الوطني في نيكاراغوا. تقريبًا من وقت تولي المنصب في عام 1981، كان الهدف الرئيسي لإدارة ريغان الإطاحة بحكومة الساندينيستا اليسارية في نيكاراغوا ودعم متمردي الكونترا.:965 أنتجت سياسة إدارة ريغان تجاه نيكاراغوا صدامًا بين السلطتين التنفيذية والتشريعية إذ سعى الكونغرس للحد، إن لم يكن كبح تمامًا، من قدرة البيت الأبيض على دعم الكونترا. أصبح التمويل الأمريكي المباشر لتمرد الكونتراس غير قانوني من خلال تعديل بولاند، المسمّى الذي أُعطي لثلاثة تعديلات تشريعية أمريكية بين عامي 1982 و1984 بهدف تقييد المساعدة الحكومية الأمريكية لمقاتلي الكونترا. نفد التمويل الكونترا بحلول يوليو عام 1984، وفي أكتوبر فُرِض حظر شامل. التعديل الثاني لبولاند، الساري من 3 أكتوبر 1984 حتى 3 ديسمبر 1985، جاء فيه:
«خلال السنة المالية 1985، لا يجوز الالتزام أو إنفاق أي أموال متوفرة لوكالة المخابرات المركزية أو وزارة الدفاع أو أي وكالة أو كيان آخر بالولايات المتحدة متورط في أنشطة الاستخبارات لغرض أو له أثر داعم بشكل مباشر أو غير مباشر للعمليات العسكرية أو شبه العسكرية في نيكاراغوا من قبل أي دولة أو منظمة أو جماعة أو حركة أو فرد». 
في انتهاكٍ لتعديل بولاند، واصل كبار المسؤولين في إدارة ريغان تسليح وتدريب الكونترا سرًّا وتزويد إيران بالأسلحة، وهي عملية أطلقوا عليها اسم «المشروع». نظرًا لاعتماد الكونترا بشكل كبير على الدعم العسكري والمالي الأمريكي، هدد تعديل بولاند الثاني بكسر حركة الكونترا وأدى إلى الرئيس ريغان في عام 1984 ليأمر مجلس الأمن القومي (إن إس سي) «بإبقاء الكونتراس معًا جسدًا وروحًا»، بغض النظر عن تصويت الكونغرس.
كان الجدل القانوني الرئيسي المتمركز حول قضية إيران - كونترا يتعلق في ما إذا كان مجلس الأمن القومي من أحد «الوكالات أو الكيانات الأخرى للولايات المتحدة المتورطة في الأنشطة الاستخبارية» التي يغطيها تعديل بولاند. جادلت إدارة ريغان أنه لم يكن كذلك، وجادل الكثيرون في الكونغرس أنه كان. أكد غالبية العلماء الدستوريين أن مجلس الأمن القومي يقع بالفعل في نطاق تعديل بولاند الثاني، على الرغم من أن التعديل لم يذكر مجلس الأمن القومي بالاسم. كانت المسألة الدستورية الأوسع نطاقاً تكمن في سلطة الكونغرس مقابل سلطة الرئاسة. جادلت إدارة ريغان أنه نظرًا لأن الدستور منح الحق في إدارة السياسة الخارجية للسلطة التنفيذية، فإن جهودها للإطاحة بحكومة نيكاراجوا كانت امتيازًا رئاسيًا لم يكن للكونغرس الحق في محاولة إيقافه من خلال تعديلات بولاند. على النقيض من ذلك، جادل قادة الكونغرس بأن الدستور كلف الكونغرس بالسيطرة على الميزانية، وكان للكونغرس كل الحق في استخدام هذه السلطة لعدم تمويل مشاريع مثل محاولة الإطاحة بحكومة نيكاراغوا والتي رفضوها. كجزء من محاولة للتحايل على تعديل بولاند، أنشأ مجلس الأمن القومي «المشروع»، شبكة لتهريب الأسلحة برئاسة ضابط متقاعد في سلاح الجو الأمريكي تحول إلى تاجر الأسلحة، ريتشارد سيكورد، الذي قدم الأسلحة إلى الكونترا. يبدو أنها كانت عملية تابعة للقطاع الخاص، ولكن في الواقع كانت تحت سيطرة مجلس الأمن القومي. لتمويل «المشروع»، كانت إدارة ريغان تبحث باستمرار عن الأموال التي تأتي من خارج حكومة الولايات المتحدة من أجل عدم انتهاك صريح لميثاق تعديل بولاند، رغم أن الجهود المبذولة للعثور على تمويل بديل لكونترا انتهك صميم تعديل بولاند. ومن المفارقات أن المساعدة العسكرية للكونترا أُعيدت بموافقة الكونغرس في أكتوبر 1986، قبل شهر من إثارة الفضيحة.

## أشخاص متورطون

دونالد ريغان في 13 تشرين الثاني/نوفمبر 1986م، مخاطباً الأمريكيين مبرراً لهم أسباب إيران كونترا

- رونالد ريغان
- جورج بوش الأب
- ناحوم أدموني
- عدنان خاشقجي
- يعقوب نمرودي
- مانشتر ثوريانفير
- مايلز كوبلاند
- عميرام نير
- جورج شولتز
- روبرت ماكفرلين
- أوليفر نورث
- أكبر هاشمي رفسنجاني
- روبرت ماكسويل
- ديفيد كمحي
- آري بن ميناش
- رافائيل إيتان
- نيكولاس ديفز

تم ذكر الأسماء بناء على كتاب جواسيس جدعون للمؤلف جوردون توماس

## بيع الأسلحة لإيران

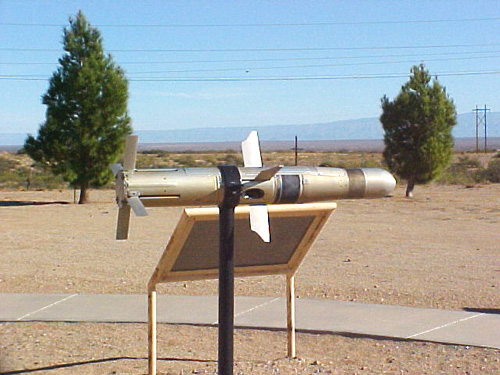
صاروخ موجه مضاد للدبابات من طراز بي جي إم-71 تاو

تم من خلال الصفقة تزويد الأسلحة التالية إلى إيران:
- 20 أغسطس 1985 - 96 من صواريخ صواريخ تاو TOW المضادة للدبابات.
- 14 سبتمبر 1985 - 408 من صواريخ تاو مرة أخرى.
- 24 نوفمبر 1985 - 18 صاروخا مضادا للطائرات من نوع هوك Hawk.
- 17 فبراير 1986 - 500 من صواريخ تاو.
- 27 فبراير 1986 - 500 من صواريخ تاو.
- 24 مايو 1986 - 508 من صواريخ تاو و240 من قطع الغيار لهوك.
- 4 أغسطس 1986 - المزيد من قطع الغيار لصواريخ هوك.
- 28 أكتوبر 1986 - 500 من صواريخ تاو.